# NGC 5102
NGC 5102 ist eine Linsenförmige Galaxie vom Typ E-S0 und liegt im Sternbild Zentaur. Sie ist schätzungsweise 14 Millionen Lichtjahre von der Milchstraße entfernt. 
Das Objekt wurde am 21. April 1835 von John Herschel entdeckt.

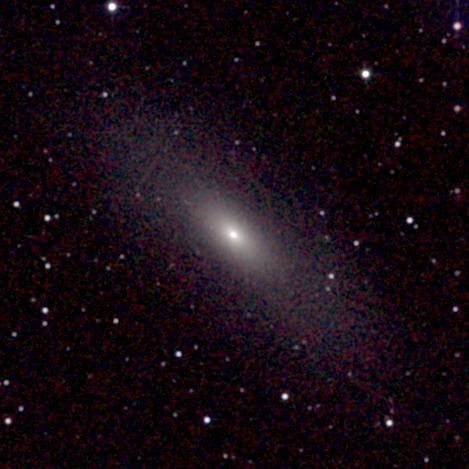
Aufnahme der 2MASS